# Ojos del Salado
Ojos del Salado är världens högsta stratovulkan. Den ligger i regionen Región de Atacama i norra Chile, på gränsen till Argentina och är 6 893 meter hög. Chile ligger i det andiska jordbävningsområdet, vilket medför att mindre skalv förekommer regelbundet. Senaste stora jordbävningen inträffade 27 februari 2010.

## Beskrivning
Ojos del Salado är det näst högsta berget på västra halvklotet och på södra halvklotet och är det högsta berget i Chile. Det ligger omkring 600 kilometer norr om Aconcagua som är 6961 meter högt och det högsta berget på västra och södra halvklotet.
På grund av sitt läge nära Atacamaöknen, har berget mycket torra förhållanden där snö för det mesta bara ligger kvar på toppen under vintern, men kraftiga stormar kan täcka det omgivande området med ett par decimeter snö även under sommaren. Trots de allmänt torra förhållandena, finns en permanent kratersjö på cirka 100 meter i diameter vid en höjd av 6390 meter på bergets östra sida. Detta är förmodligen den högsta sjön något slag i världen.
Bestigningen av Ojos del Salado är oftast en vandring med undantag för det sista avsnittet till toppen som är en svår strapats som kan kräva rep. Den första bestigningen gjordes 1937 av Jan Alfred Szczepański och Justyn Wojsznis, som var medlemmar av en polsk expedition till Anderna.